# Michel De Wolf
Michel De Wolf (19 de gener de 1958) és un exfutbolista belga que jugava de defensa, i posterior entrenador.
Va formar part de l'equip belga a la Copa del Món de 1986. Destacà com a jugador del club Olympique de Marseille.